# Metropolitan Steamship Company
La Metropolitan Steamship Company, fondée en 1866, fut pendant 75 ans, l'un des principaux moyen de transport entre la ville de New York et Boston (Massachusetts). Elle fut étroitement associée à la famille Whitney jusqu'à son acquisition par Charles W. Morse en 1906. Même après sa son rattachement à la Eastern Steamship Lines, elle demeura une branche indépendante, la Metropolitan Line, jusqu'en 1941.

## Histoire

### Débuts
La Metropolitan Steamship Company est créée peu après la fin de la guerre civile américaine, pour exploiter des navires à vapeur sur la « route extérieure » entre Boston et New York autour du Cap Cod. 
L'entreprise est fondée en février 1866 par Peter Butler, James B. Taft, Thomas Clyde, le général de brigade James Scollay Whitney et son fils aîné, Henry Melville Whitney. L'un des objectifs des investisseurs est alors de rentabiliser des navires inactifs. 
James S. Whitney, qui avait été percepteur des douanes pour le port de Boston en 1860-1861, est président; Henry M. Whitney est nommé agent à Boston. D'autres membres de la famille Whitney s'intéressent à l'entreprise, notamment le fils cadet de Whitney, William Collins Whitney, et ses gendres, Henry F. Dimock et Charles T. Barney. 
Le service est inauguré en 1866 par le capitaine George L. Norton avec le vapeur Ashland de 843 tonnes, construit en 1853 à Philadelphie et appartenant à Thomas Clyde. L'Ashland fut bientôt suivi par le Jersey Blue, City of Bath, Mary Sanford, Salvor, Relief, Miami, Monticello and Fairbanks. Les bureaux de la compagnie sont installés à New York d'abord sur Catherine Street (East River), puis sur le Pier 10, (North River) où ils demeurent près d'un demi-siècle.
En décembre 1866, lles navires Nereus, Glaucus et Neptune sont achetés à la Merchants' Steamship Company.

### Restructuration
Affrétée à l'origine dans le Massachusetts, la compagnie s'installe en mai 1905 dans le Maine. En 1906, Whitney et ses associés vendent une part majoritaire de la société à Charles W. Morse de la Eastern Steamship Company. Whitney déclara plus tard que c'était la pire erreur qu'il ait jamais faite. Morse organise en janvier 1907 la Consolidated Steamship Company, une société holding pour la Metropolitan, la Eastern Steamship Company, la Clyde Steamship Company et la Mallory Steamship Company. Morse acquiert le contrôle de la New York and Cuba Mail Steamship Company et de la New York and Porto Rico Steamship Company en 1907.
Le 8 octobre 1909, les actifs de la compagnie sont vendus à John W. McKinnon, un financier originaire de Chicago. La société est réincorporée dans le Maine le 11 octobre 1909 avec Morse comme président, McKinnon comme vice-président.